# Sarah Mardini
Sarah Mardini (arapski: سارة مارديني; rođena 1995.) sirijska je bivša natjecateljska plivačica, spasitelj na plaži i aktivistica za ljudska prava. Bježeći iz svoje zemlje 2015. tijekom sirijskog građanskog rata sa svojom sestrom, olimpijskom plivačicom Yusrom Mardini, vlastitom su snagom povukli svoj brod s drugim izbjeglicama prema mediteranskoj obali Grčke, spašavajući pri tome sebe i ostale putnike. Nastavljajući svoje putovanje preko Balkana, iste su godine stigle u Berlin, Njemačku. Uz svoju sestru, 2023. godine Sarah je imenovana jednom od 100 najutjecajnijih osoba na svijetu prema magazinu Time.
Nakon što je sestrama odobren politički azil u Njemačkoj, Sarah Mardini se pridružila nevladinoj organizaciji kako bi pomagala izbjeglicama na grčkom otoku Lesbos. Zajedno s aktivistom za ljudska prava Seánom Binderom, uhićena je 2018. godine i optužena od strane grčkih vlasti za špijunažu, pomaganje ilegalne imigracije i pripadnost kriminalnoj organizaciji. Ove su optužbe odbacile organizacije za ljudska prava poput Amnesty Internationala, koje su osudile optužbe protiv Mardini i drugih humanitarnih radnika te su obranile njihove aktivnosti kao legalne.